# Atractodes rossicus
Atractodes rossicus är en stekelart som beskrevs av Jussila 2001. Atractodes rossicus ingår i släktet Atractodes och familjen brokparasitsteklar. Inga underarter finns listade.